# Bluejacket (Oklahoma)
Bluejacket es un pueblo ubicado en el condado de Craig en el estado estadounidense de Oklahoma. En el año 2010 tenía una población de 339 habitantes y una densidad poblacional de 339 personas por km².

## Geografía
Bluejacket se encuentra ubicado en las coordenadas 36°48′02″N 95°04′25″O / 36.800586, -95.073571.

## Demografía
Según la Oficina del Censo en 2000 los ingresos medios por hogar en la localidad eran de $26,458 y los ingresos medios por familia eran $33,250. Los hombres tenían unos ingresos medios de $26,000 frente a los $23,750 para las mujeres. La renta per cápita para la localidad era de $11,755. Alrededor del 14.3% de la población estaban por debajo del umbral de pobreza.